# Escuela Nacional de Bellas Artes de Quito
La Escuela Nacional de Bellas Artes de Quito se fundó en 1872 durante el gobierno de Gabriel García Moreno. La institución estuvo bajo la dirección de Luis Cadena y Rafael Salas, quienes se encargaban de la enseñanza de la pintura, la escuela funcionó inicialmente en un Kiosko del Parque La Alameda, y luego en una casa anexa al Teatro Sucre.

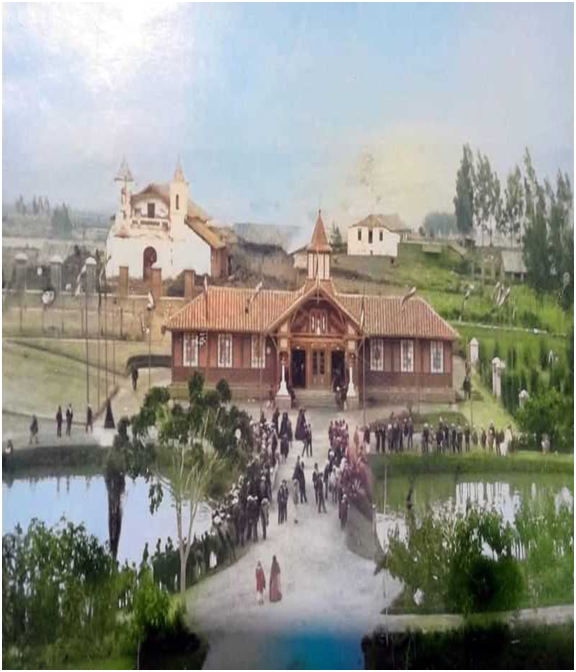
Foto colorizada de la Escuela Nacional de Bellas Artes de Quito

Es importante destacar que la Escuela Nacional de Bellas Artes ha desempeñado un papel fundamental en la formación artística de Ecuador, y su historia refleja la evolución social, cultural, política y educativa del país.

## Historia
- Se inauguró el 2 de mayo de 1872.
- Funcionó hasta la muerte del presidente García Moreno.
- En 1904, bajo el gobierno del General Eloy Alfaro, siendo ministro de Instrucción Pública Luis A. Martínez, se refundó la institución.
- Se construyó un edificio de madera en el Parque La Alameda para impartir clases de arte, exposiciones y encuentros de los amantes del arte.
- El edificio fue destruido por un incendio.
- Luego se trasladó a un edificio anexo al Teatro Sucre.
- Entre 1927 y 1932, la institución fue reformada.
- En 1946 se integró a la Universidad Central del Ecuador.[cita requerida]

(Se requieren incluir referencias)

## Profesores
- Luis Cadena[3]
- Rafael Salas[4]
- Juan Manosalvas[5]
- Joaquín Pinto
- Oswaldo Rivadeneira Salas
- Antonio Salguero Salas
- Luigi Casadio
- Antonino Russo

## Alumnos
A
- Gilberto Almeida, pintor.

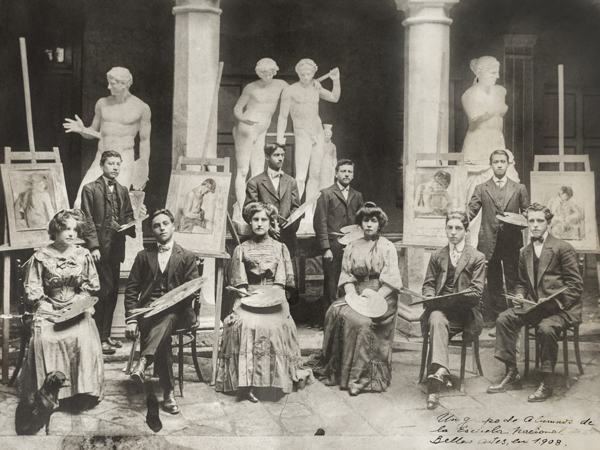
Alumnos de la Escuela Nacional de Bellas Artes de Quito 1908

- Fausto Alvarado Vayas, pintor, arquitecto, docente y educador.
- César Andrade Faini, pintor y profesor.
- Jaime Andrade Moscoso, pintor y escultor.
- Manuel Salvador Ayabaca Madrid, pintor y escultor.
- José Antonio Ayabaca Madrid
- Miguel Angel Ayabaca Madrid
- Luis Vicente Ayabaca Madrid

C
- Alba Calderón Zatizábal, pintora.
- Guillermo Coronel
- Luis Crespo Ordóñez

E
- Camilo Egas, pintor.

G
- Enrique Gomezjurado, pintor.
- Ernesto Marco Aníbal Gomezjurado Solórzano, pintor.
- Oswaldo Guayasamín, pintor, dibujante, escultor, grafista y muralista.

K
- Eduardo Kingman,  pintor, dibujante, grabador y muralista.

M
- Víctor Mideros, pintor.
- Alfredo Palacio Moreno, escultor y curador de arte.
- Daniel Elías Moreno

P
- Diógenes Paredes
- Piedad Paredes
- Germania Paz y Miño

S
- Brígida Salas Estrada, pintora.

T
- Leonardo Tejada, pintor.

U
- Zoila Ugarte de Landívar, escritora, periodista y feminista.

V
- Jaime Valencia, pintor y escultor.

## Enlaces
- EBA de Quito: La Escuela de Bellas Artes en el Quito de inicios del siglo XX : liberalismo, nación y exclusión[6]

- La escena artística en Quito a inicios del siglo XX. Exposiciones, prensa y público[7]